# Jan Barnard
Jan Barnard (eigentlich Johannes Henrikus Barnard; * 21. Oktober 1929 in Lichtenburg; † 21. Oktober 2012 in Pretoria) war ein südafrikanischer Marathonläufer.
1954 gewann er einen Marathon in Port Elizabeth in 2:25:32 h und gewann Silber bei den British Empire and Commonwealth Games in Vancouver. Im Jahr darauf wurde er Südafrikanischer Marathonmeister.
1956 siegte er in Port Elizabeth mit seiner persönlichen Bestzeit von 2:21:38 h und verteidigte seinen Meistertitel. Bei den Olympischen Spielen in Melbourne erreichte er nicht das Ziel.
1958 folgte seinem dritten nationalen Meistertitel eine Silbermedaille bei den British Empire and Commonwealth Games in Cardiff.
Dreimal wurde er Südafrikanischer Meister über sechs Meilen (1955, 1956, 1958) und fünfmal im Crosslauf (1953, 1955, 1956, 1961, 1963).